# Gornji Brčeli
Gornji Brčeli este un sat din comuna Bar, Muntenegru. Conform datelor de la recensământul din 2003, localitatea are 40 de locuitori (la recensământul din 1991 erau 33 de locuitori).

## Demografie
În satul Gornji Brčeli locuiesc 39 de persoane adulte, iar vârsta medie a populației este de 63,3 de ani (64,0 la bărbați și 62,8 la femei). În localitate sunt 20 de gospodării, iar numărul mediu de membri în gospodărie este de 1,75.
|  |

| Demografie | Demografie | Demografie |
| An         | Locuitori  | Locuitori  |
| ---------- | ---------- | ---------- |
|            |            |            |
|            |            |            |
|            |            |            |
|            |            |            |
| 1948       | 241        |            |
| 1953       | 248        |            |
| 1961       | 192        |            |
| 1971       | 140        |            |
| 1981       | 76         |            |
| 1991       | 33         | 33         |
| 2003       | 40         | 40         |

| \| Componența etnică conform recensământului din 2003[2] \| Componența etnică conform recensământului din 2003[2] \| Componența etnică conform recensământului din 2003[2] \| Componența etnică conform recensământului din 2003[2] \| Componența etnică conform recensământului din 2003[2] \| \| ----------------------------------------------------- \| ----------------------------------------------------- \| ----------------------------------------------------- \| ----------------------------------------------------- \| ----------------------------------------------------- \| \| \| \| \| \| \| \| Muntenegreni \| Muntenegreni \| \| 33 \| 82,5% \| \| Sârbi \| Sârbi \| \| 7 \| 17,5% \| \| necunoscută \| necunoscută \| \| 0 \| 0% \| |              |  |    |       |
| Componența etnică conform recensământului din 2003 |              |  |    |       |
| |              |  |    |       |
| Muntenegreni | Muntenegreni |  | 33 | 82,5% |
| Sârbi | Sârbi        |  | 7  | 17,5% |
| necunoscută | necunoscută  |  | 0  | 0%    |